# Serguei Melnichenko
Serguei Melnichenko –en ruso, Сергей Мельниченко– (24 de junio de 1947) es un deportista soviético que compitió en judo. Ganó tres medallas en el Campeonato Europeo de Judo entre los años 1972 y 1974.

## Palmarés internacional
| Campeonato Europeo | Campeonato Europeo      | Campeonato Europeo | Campeonato Europeo |
| Año                | Lugar                   | Medalla            | Categoría          |
| ------------------ | ----------------------- | ------------------ | ------------------ |
| 1972               | Voorburg (Países Bajos) | Medalla de bronce  | –63 kg             |
| 1973               | Madrid (España)         | Medalla de oro     | –63 kg             |
| 1974               | Londres (Reino Unido)   | Medalla de oro     | –63 kg             |